# John Bardeen

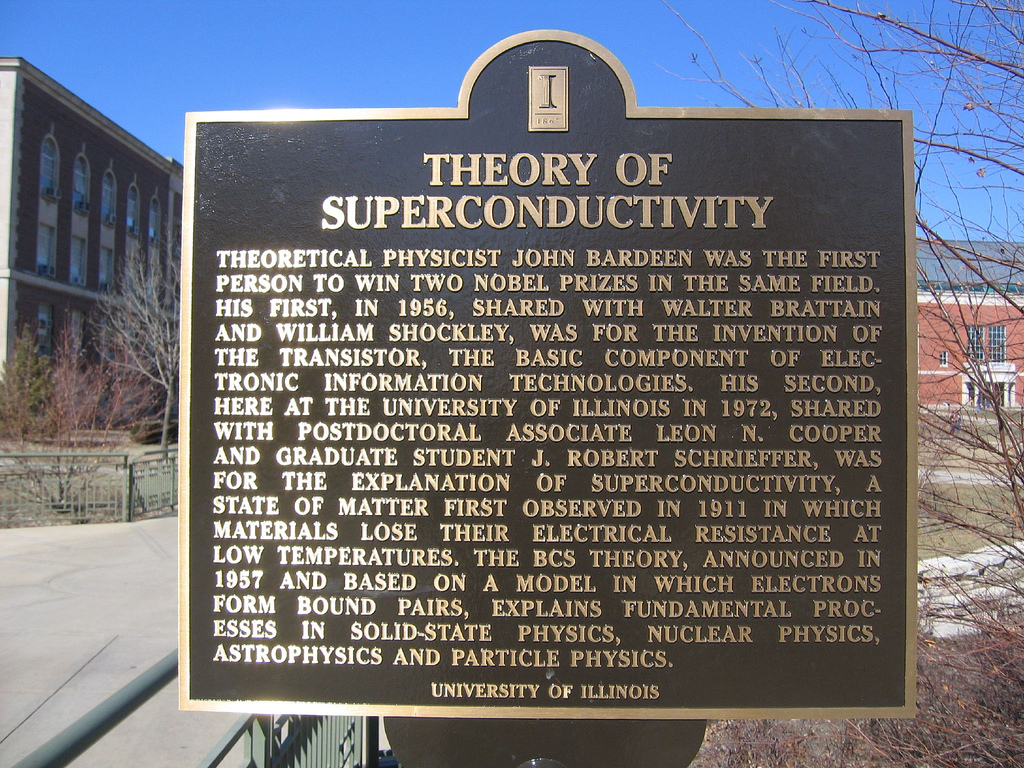
Een herdenkingplaquette over Bardeen en zijn Theorie van de Supergeleiding op de Urbana-Champaign campus van de University of Illinois

John Bardeen (Madison (Wisconsin), 23 mei 1908 – Boston, 30 januari 1991) was een Amerikaans natuurkundige en tweevoudig Nobelprijswinnaar. De eerste in 1956 samen met William Shockley en Walter Brattain voor de uitvinding van de transistor; de tweede in 1972 met Leon Cooper en Robert Schrieffer voor de theoretische verklaring van supergeleiding.

## Biografie
Bardeen werd in Madison (Wisconsin) geboren als tweede zoon van Charles Russell Bardeen (hoogleraar anatomie) en Althea Harmer (onderwijzeres). Hij had twee broers, Thomas en William, en een zus, Helen. Na het overlijden van zijn moeder, toen John twaalf jaar was, hertrouwde zijn vader met zijn seceratesse Ruth Hames. Uit dit huwelijk werd een dochter geboren.
Al op zijn vijftiende jaar ging hij naar de universiteit van Wisconsin en studeerde in 1928 af als ingenieur (B.S.) elektrotechniek. Een jaar later behaalde hij zijn mastergraad. Zijn poging om toegelaten te worden tot Trinity College te Cambridge mislukte. Bardeen volgde enkele vervolgstudies aan Wisconsin, maar vond uiteindelijk werk bij de Gulf Research Laboratories, de onderzoeksafdeling van de Gulf Oil Company, in Pittsburgh.
Van 1930 tot 1933 werkte hij als geofysicus aan de ontwikkeling van methodes voor de interpretatie van magnetische en gravitatische metingen. Ondanks het riante salaris (3000 dollar per jaar) ten tijde van de depressie verloor hij zijn interesse in het werk. Hij begon aan een promotietraject aan de Princeton-universiteit, waar hij in 1936 onder Eugene Wigner promoveerde in de mathematische fysica.
Van 1938 tot 1941 was Bardeen assistent professor natuurkunde aan de universiteit van Minnesota en van 1941 tot 1945 was hij als burger betrokken bij natuurkundig onderzoek aan het Naval Ordnance Laboratorium in Washington D.C. Na de Tweede Wereldoorlog kreeg hij een aanstelling bij Bell Labs, waar hij aanbleef tot 1951, toen hij werd benoemd tot professor elektrotechniek en natuurkunde aan de universiteit van Illinois te Urbana-Champaign. Vanaf 1959 was hij tevens lid van het Center of Advanced Study van die universiteit.
In 1938 huwde hij Jane Maxwell met wie hij drie kinderen kreeg, James Maxwell, William Allen en Elizabeth Ann.

## Werk

### Transistor
In 1945 begon Bardeen voor Bell Labs te werken in de vastestoffysicagroep die onder leiding stond van de fysicus William Shockley en de chemicus Stanley Morgan. Tot deze groep behoorden ook Walter Brattain, fysicus Gerald Pearson, chemicus Robert Gibney, elektronica-expert Hilbert Moore en verscheidene andere technici.
De taak die deze groep kreeg toegewezen was om een vastestof alternatief te zoeken voor de kwetsbare vacuümbuisversterkers. Shockley en Brattain waren ervan overtuigd dat de oplossing lag bij halfgeleiders, materialen die elektriciteit beter geleiden dan isolatoren, zoals plastic en rubber, maar minder goed dan geleiders, zoals koper en zilver. Hun eerste pogingen waren gebaseerd op ideeën van Shockley om een extern elektrisch veld te gebruiken om hiermee de geleidbaarheid van halfgeleiders te beïnvloeden. Echter, deze experimenten mislukten iedere keer.
Toen Bardeen over dit probleem begon na te denken kreeg hij de ingeving dat de atomen aan het oppervlak van het halfgeleidermateriaal als een soort barrière werkten voor de inkomende elektrische signalen en daarmee voorkwamen dat het materiaal zich gedroeg zoals Shockley had verwacht. Dit idee leidde tot een nieuwe benadering van Shockley’s werk, waarbij hij, Bardeen en Brattain een nauwgezette studie begonnen naar de eigenschappen van halfgeleiders. Na vele experimenten (waarvan de meeste mislukten) konden Bardeen en Brattain op 23 december 1947 de eerste werkende puntcontacttransistor demonstreren. In 1956 werden de drie wetenschappers gezamenlijk onderscheiden met de Nobelprijs voor de Natuurkunde, Shockley voor zijn fundamentele theoretische werk, Bardeen en Brattain voor het tot stand brengen van een werkend model van Shockley’s theorie.

### BCS-theorie
In 1951 verruilde Bardeen zijn positie als theoretisch onderzoek bij Bell Labs voor een hoogleraarschap aan de universiteit van Illinois. Behalve op de ontwikkeling van halfgeleiders richtte Bardeen zijn aandacht op een onderwerp waar hij al sinds 1941 in geïnteresseerd was: weerstandsloze elektrische geleiding bij zeer lage temperaturen. De eerste stap zette hij in 1955 door het Meissner-effect te beschrijven, een effect dat specifiek optreedt in supergeleiders.
Samen met postdoc Leon Cooper en graduate student Robert Schrieffer ontwikkelde hij in 1957 de fundamentele theorie van de supergeleiding, tegenwoordig bekend als de BCS-theorie, waarvoor hij in 1972 nogmaals de Nobelprijs voor de Natuurkunde kreeg. Bij extreem lage temperaturen wordt de afstotende kracht tussen twee elektronen omgezet in een aantrekkende kracht. Hierbij worden zogenaamde Cooperparen gevormd met een lading 2e..

## Erkenning
In 1954 werd hij gekozen tot lid van de National Academy of Sciences. Naast de twee Nobelprijzen die hij in 1956 en 1972 in ontvangst mocht nemen werd hij ook onderscheiden met de Stuart Ballantine Medal van het Franklin Institute (1952) en de John Scott Medal van de stad Philadelphia (1955), die hij beide deelde met Brattain voor hun uitvinding van de transistor, de Buckley-prijs van de American Physical Society (1955) en eredoctoraten van de Union Collge en de universiteit van Wisconsin. In 1962 ontving hij de Fritz London Award voor zijn werk in lagetemperatuurfysica.
In 1971 werd Bardeen onderscheiden met de IEEE Medal of Honor voor "His profound contributions to the understanding of the conductivity of solids, to the invention of the transistor, and to the microscopic theory of superconductivity" en in 1975 met de Franklin Medal. Op 10 januari 1977 verkreeg hij uit handen van president Gerald Ford de Presidential Medal of Freedom, de hoogste onderscheiding die aan burgers wordt gegeven door de Amerikaanse regering. In 1987 ontving Bardeen de Gouden Lomonosov-medaille van de toenmalige Academie van Wetenschappen van de USSR.
In 1990 verscheen John Bardeen op LIFE Magazine’s lijst van "100 meest invloedrijke Amerikanen van de eeuw."